# Zicavo
Zicavo (korziško Zicavu) je naselje in občina v francoskem departmaju Corse-du-Sud regije - otoka Korzika. Leta 2007 je naselje imelo 245 prebivalcev.

## Geografija
Kraj leži v osrednjem delu otoka Korzike znotraj naravnega regijskega parka Korzike, 59 km vzhodno od središča Ajaccia.

## Uprava
Zicavo je sedež istoimenskega kantona, v katerega so poleg njegove vključene še občine Ciamannacce, Corrano, Cozzano, Guitera-les-Bains, Palneca, Sampolo, Tasso in Zévaco s 1.142 prebivalci.
Kanton Zicavo je sestavni del okrožja Ajaccio.
1. ↑  »Populations légales 2016«. Nacionalni inštitut za statistične in gospodarske raziskave. Pridobljeno 25. aprila 2019.